# Front pour le salut de la République
Le Front pour le salut de la République (FSR) fut  un mouvement politico-militaire tchadien dirigé par le général Ahmat Hassaballah Soubiane.
En coalition avec deux autres groupes rebelles armés, le FSR d'Ahmat Hassaballah Soubiane signe le 24 juillet 2009 un accord de paix à Tripoli avec le gouvernement tchadien.
Le 6 septembre 2009, des membres du FSR publient un communiqué, disant ne pas reconnaître les accords de paix de Tripoli. Ils créent un comité militaire et désignent le Capitaine d’aviation, Ismael Moussa, à la tête du FSR et Abdelmanane Khatab le haut représentant du Front pour le salut de la république (FSR) en Europe .